# Guxhagen
Guxhagen is een gemeente in de Duitse deelstaat Hessen. De gemeente maakt deel uit van de Schwalm-Eder-Kreis. Guxhagen telt 5.384 inwoners en omvat te plaatsen Albshausen, Büchenwerra, Ellenberg, Grebenau, Guxhagen en Wollrode.

## Geografie
Guxhagen ligt aan de rivier de Fulda ongeveer 15 kilometer ten zuiden van de stad Kassel. In de nabijheid bevinden zich twee natuurparken, het Habichtswald en het Meißner-Kaufunger Wald.

## Geschiedenis
De naam Guxhagen werd in 1352 voor het eerst gedocumenteerd als Kukushayn.
In Breitenau, de westelijke buitenwijk van de plaats Guxhagen, bevond zich in de periode 1933-1934 en 1940-1945 het concentratiekamp Breitenau.

## Geboren in Guxhagen
- Friedrich Paulus (1890-1957; veldmaarschalk)
- Melissa Friedrich (1997)

Bad Zwesten · Borken · Edermünde · Felsberg · Frielendorf · Fritzlar · Gilserberg · Gudensberg · Guxhagen · Homberg · Jesberg · Knüllwald · Körle · Malsfeld · Melsungen · Morschen · Neuental · Neukirchen · Niedenstein · Oberaula · Ottrau · Schrecksbach · Schwalmstadt · Schwarzenborn · Spangenberg · Wabern · Willingshausen